# NGC 32

NGC 32 és un asterisme que s'i troba a la constel·lació del Pegàs.
Va ser descoberta el 10 d'octubre de 1861, per l'astrònom alemany Johann Friedrich Julius Schmidt.